# VIII. Károly francia király
VIII. (Nyájas) Károly, franciául Charles l’Affaible (Amboise, 1470. június 30. – Amboise, 1498. április 7.) Franciaország királya (uralkodott 1483. augusztus 30-ától haláláig), Nápoly királya IV. Károly néven 1495-ben. XI. Lajos és Savoyai Sarolta fia, a Valois-ház hetedik királya volt.

## Útja a trónig
Károly XI. Lajos második házasságából származott, a királyi pár hatodik gyermeke és negyedik fia volt. Bátyjai még születése előtt meghaltak, és öccse, François is csecsemőként hunyt el. Trónra lépésekor csak két nővére volt életben:
1. Anne (1461–1522), 1473-tól II. Pierre bourboni herceg felesége;
2. Johanna (1464–1505), 1476-tól az orléans-i herceg, a későbbi XII. Lajos felesége.

Az apja halálakor 13 éves trónörökös nem részesült komolyabb nevelésben, és az atyai rendelkezések értelmében erős akaratú nővére, Anne és férje vette át régensként a hatalmat, amit egészen 1491-ig gyakorolt. Károlyt 1484. május 30-án koronázták meg Reimsben.

## A régensség

### Az Anjou-örökség
A Valois–Anjou-ház IV. Charles herceg halálával kihalt 1481-ben, és csak egy oldalági rokon, II. (Calabriai) René lotaringiai herceg jelentkezett az örökségért. A királyi csapatok azonnal megszállták a többek között Anjout, Maine-t és az addig a Német-római Császárság fennhatósága alá tartozó Provence-ot. Véglegesen csak 1484-ben rendezték a helyzetet: a Beaujeu-k és René megállapodott abban, hogy utóbbi lemond az Anjou-örökségről Bar Hercegségéért cserébe. Az egyezséggel a régensi pár azt is elérte, hogy René herceg kimaradt az időközben kibontakozó főúri ellenállásból.

### Harc a főurak ellen - a „bolond háború”

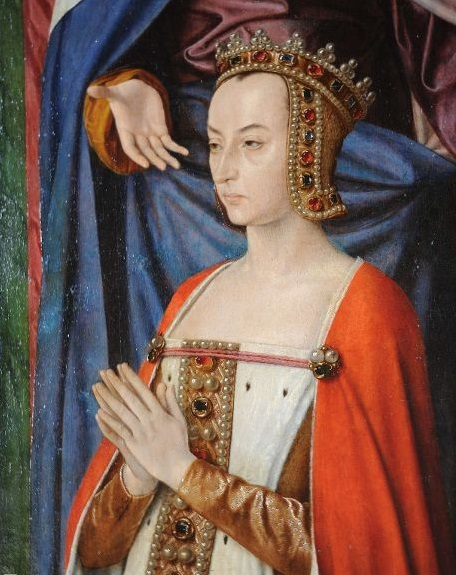
Anne de Beaujeu a Moulins-i triptichonon (moulins-i mester, 1489-1499 k.)

Anne és Pierre de Beaujeu folytatta XI. Lajos politikáját abban a tekintetben, hogy arra törekedtek, hogy minél kevesebb önálló főnemesi tartomány létezhessen Franciaország területén. A legsúlyosabb veszéllyel, Burgundiával még XI. Lajos leszámolt, de több lezáratlan ügy maradt utódaira. A szigorú felügyeletet gyakorló XI. Lajos halálakor a szorításból szabaduló főnemesség ellenállása a szintén Valois-házi, régensségre pályázó II. Lajos orléans-i herceg, a későbbi XII. Lajos vezetésével bontakozott ki. A feszültségeket 1484-ben országos rendi gyűlésen próbálták orvosolni Tours városában, de nem jártak sikerrel. Az orléans-i herceg szövetkezett a már XI. Lajossal is szembeszállt II. Ferenc bretagne-i herceggel, és megállapodtak, hogy feleségül veszi annak lányát, Bretagne-i Annát. (A házasságra ténylegesen csak később került sor, de a hercegnő addigra már két frigyen volt túl.)
A főúri pártban a bretagne-i és orléans-i herceg mellett ez utóbbi unokafivére, I. Charles angoulême-i gróf, Alain albret-i gróf és IV. János orániai fejedelem is felsorakozott, sőt a burgundi örökség nagy részéből 1482-ben kiszorított Habsburg Miksa is támogatta a lázadókat. A kortársak már-már a Közjó Ligája feléledését rebesgették – igaz, az 1465-ös mozgalommal ellentétben ez a szervezkedés nem járt sikerrel, és a történetírók végül csupán csak „bolond háborúként” emlegették. Párizs és Bretagne fellázításának kudarca és a lázadók kisebb vereségei után a döntő összecsapásra azután került sor, hogy a párizsi parlament 1488-ban kimondta az orléans-i és a bretagne-i herceg felségsértését. A királyi erők fölényes győzelmet arattak a saint-aubin-du-cormier-i csatában 1488. július 28-án. Az orléans-i herceget bebörtönözték, és csak három év múlva, VIII. Károly önállósodásakor kapott kegyelmet.

### Bretagne
A bolond háború másik nagy vesztese a bretagne-i herceg volt, aki a verger-i szerződésben ígéretet tett királyellenes híveinek eltávolítására, továbbá arra, hogy tartományát öröklő lányát csak az uralkodó beleegyezésével adhatja bárkihez feleségül. Ezután azonban rövidesen lovasbalesetet szenvedett, és meghalt. Szeptember 9-én így tizenegy esztendős lánya, Anna lett a tartomány hercegnője. A zsenge korú hercegnő, úgy tűnik, korát meghazudtolóan érett politikus volt, és arra törekedett, hogy a Beaujeu-k törekvéseinek ellenállva megőrizze tartománya viszonylagos autonómiáját. A régensek a tours-i érsekség és a párizsi parlament hatáskörét egyaránt ki próbálták terjeszteni a tartományra, hogy így szorosabb ellenőrzés alá vonhassák azt, illetve követelték a hercegnő feletti gyámságot.
Anna mögé valóságos nemzetközi koalíció sorakozott fel: VII. Henrik angol király, II. Ferdinánd aragóniai király és felesége, I. Izabella kasztíliai királynő, illetve Habsburg Miksa római király egyaránt támogatásáról biztosította, ez utóbbi pedig végül feleségül is vette. Igaz, csak per procurationem, azaz a vőlegény helyett egy képviselője vett részt a menyegzőn, amit így nem is háltak el. Anna sosem találkozott Miksával, aki nem is tudott túl sok erőt a megsegítésére áldozni. A francia erők 1491-re az egész hercegséget megszállták, és a hercegnőt arra kényszerítették, hogy – miután házasságát felbontották – hozzámenjen VIII. Károlyhoz. Az eljegyzésre 1491. november 23-án Rennes-ben, a házasságra pedig ugyanaz év december 6-án Langeais-ban került sor. Ezzel párhuzamosan hazaküldték Habsburg Margitot, Miksa lányát, akit a burgundi örökség feletti osztozkodásban Amboise-ba vittek, és ott neveltek 1483 óta – a hozomány gyanánt átadott tartományok visszaszolgáltatása nélkül.

## Önálló uralom

### Itália vonzásában

VIII. Károly házasságakor már huszonegy éves volt, és ekkor döntött úgy, hogy saját kezébe veszi a hatalmat. Nővére és sógora, aki 1488-tól Bourbon hercege is volt, kiszorult a hatalomból, és helyüket a király itáliai terveit támogató tanácsadók kerültek, mint Guillaume de Briçonnet vagy Étienne de Vasc. Az ifjú Károly király nem véletlenül próbált meg Itália felé terjeszkedni: a virágzó reneszánsz tartomány – benne Lorenzo de’ Medici Firenzéje és a keleti kereskedelmet kezében tartó Velencei Köztársaság – ekkor Európa legvárosiasabb, leggazdagabb és legkulturáltabb területe volt, ahol a hódítás hatalmas dicsőséggel és haszonnal járhatott.
Károlyt egyébként is várták Itáliában: már apja jó kapcsolatban volt a Milánói Hercegség urával, Ludovico (il Moro) Sforzával, aki unokaöccse, a nápolyi király veje ellenében várt francia segítséget; a firenzeieket markában tartó Girolamo Savonarola prédikátor azt remélte, hogy a francia király majd megbuktatja a züllött Borgia pápát, VI. Sándort; a nápolyi nemesség pedig I. Ferdinánd, V. Alfonz aragóniai király törvénytelen fia zsarnokoskodása ellenében pedig meg is hívta a trónra az uralkodót. Károly célja tehát a Nápolyi Királyság megszerzése volt, amelynek birtoklása együtt járt a jeruzsálemi királyi címmel. A lovagias lelkű uralkodó nagy vágya volt, hogy felléphessen az Európában mind veszélyesebben terjeszkedő Oszmán Birodalom ellen – nem véletlenül vásárolta meg később a pápától Dzsemet, II. Bajazid szultán száműzött fivérét, a korábbi trónkövetelőt.

### Előkészületek a támadásra
Károly tisztában volt vele, hogy a hátországát biztosítania kell itáliai hadakozása idejére, ezért rövid úton békét kötött három legfőbb ellenségével – akik egyébként a bretagne-i kérdés kapcsán kölcsönösen szövetkeztek is egymással. VII. Henrik angol király már 1492-ben partra szállt az általa birtokolt Calais-ban, és felelevenítette III. Edward és V. Henrik trónigényét. Reális esélye nem lett volna a dúsgazdag és ereje teljében levő francia monarchiával szemben, így könnyen beleegyezett az étaples-i szerződés megkötésébe. Ebben Károly lemondott a nemrég felbukkant Perkin Warbeck trónkövetelő támogatásáról és nagyobb összegű „kárpótlás” kifizetésére tett ígéretet, ennek fejében Henrik elismerte bretagne-i uralmát, és kivonult az országból.
A következő ellenfél, akivel a francia király rendezte viszonyát, II. Ferdinánd aragóniai király volt. A két királyság viszonyát 1462 óta a pireneusi Cerdagne és Roussillon mérgezte, amelyeket XI. Lajos hódított el Ferdinánd apjától, II. Jánostól, és 1472-1475 között sikeresen ki is védte annak ellentámadását. Károly azonban jobbnak látta kibékülni déli szomszédjával is, hogy Itáliára összpontosíthassa erőit.
Végül már csak Miksa császár volt hátra az ellenséges hatalmak közül. A francia király és a német uralkodó közti konfliktust a hirtelen, előre be nem jelentett módon felbontott jegyesség és hozománybirtokok vissza nem szolgáltatása okozta. Károly végül hiábavaló ellenállás után lemondott Artois-ról, Franche-Comtéról, Charolais és Noyon vidékéről, azaz az 1477-ben megszűnt burgundi birtokkomplexum szinte teljes egészében Habsburg kézbe került. A helyzetet az 1493. május 23-án kötött senlis-i szerződés rögzítette.

### A hadjárat

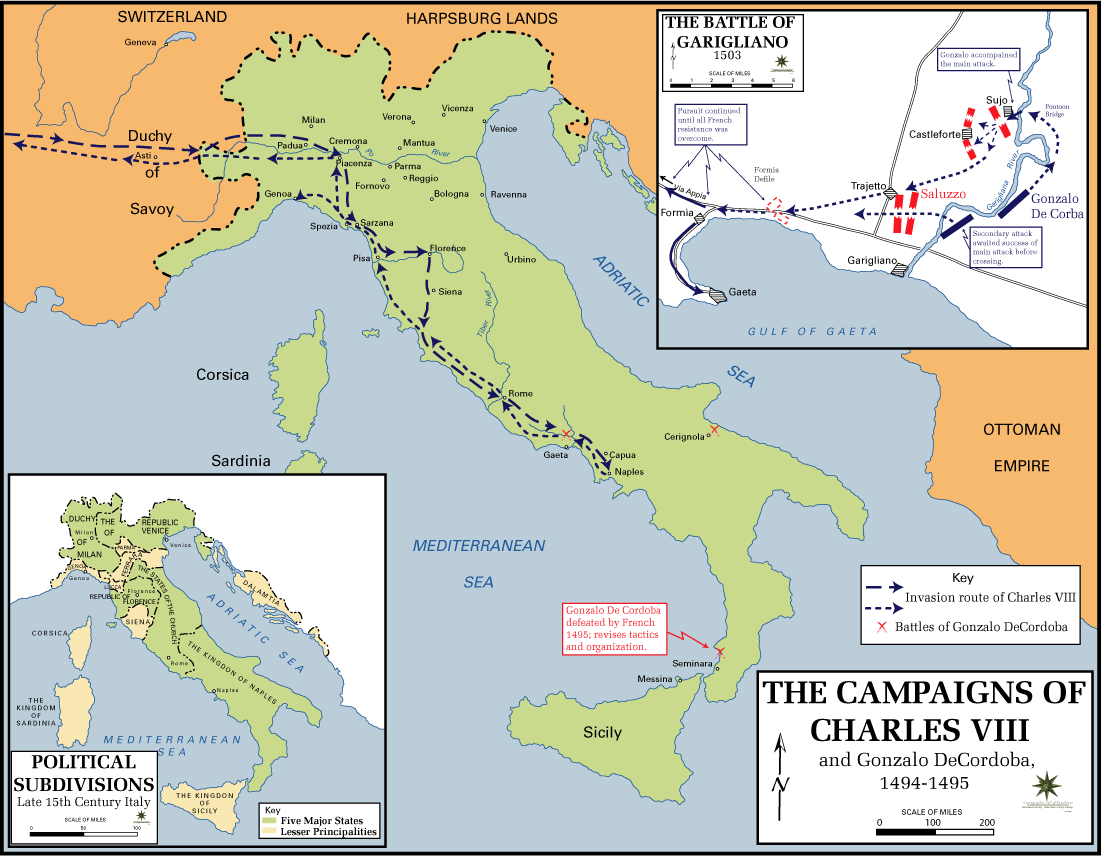
Károly itáliai hadjáratának térképe

1494. január 24-én meghalt Ferdinánd nápolyi király, és II. Alfonz követte a trónon. A halálhírre a király erős, tüzérséggel és gyalogsággal jól felszerelt, de még mindig dicsvágyó lovagok által dominált hadsereget állított fel, ehhez lyoni bankároktól szerzett pénzt. Az orléans-i herceg júniusban bevette Genovát, amely az utánpótlás biztosításában játszott kulcsfontosságú szerepet, majd júliusban megindultak a királyi hadak. Az Alpokon átkelve találkozott a milánói Ludovico herceggel, elhódította Pisát Firenzétől, majd II. Piero de’ Medicit elüldözve üdvrivalgás közepette vonult be a városba, ahol Savonarola vette át a hatalmat. Károly ezek után Róma felé indult, ám váratlan módon nem megbuktatta VI. Sándort, hanem az őt Rómában képviselő diplomatája, Jean Bilhères de Lagraulas bíboros közreműködésével engedelmességet fogadott neki. A pápa ennek fejében 1495 januárjában kinevezte Szicília, Nápoly és Jeruzsálem királyává. Ezen kívül átadta Károlynak Dzsemet is, II. Bajazid szultán testvéröccsét, akit előtte azonban még megmérgezett, s aki ezt követően 1495 februárjában Nápolyban meghalt.
A híveitől elhagyott II. Alfonz 1495 februárjában lemondott fia, II. Ferdinánd javára. Alfonz Szicíliában, a népharag által elűzött Ferdinánd pedig Ischia szigetén keresett menedéket, ám mindketten meghaltak 1496 folyamán. Károly császári díszben, fején Franciaország, Nápoly, Jeruzsálem és Konstantinápoly koronájával vonult be 1495. február 22-én a városba. Sikerei ellenére komoly veszély fenyegette a megdicsőült franciákat: Miksa császár és Aragóniai Ferdinánd támogatásával Velence, a köpönyegforgató pápa és Ludovico Sforza már március elején megkötötték a Velencei Ligát. A liga azzal fenyegette VIII. Károlyt, hogy elvágja visszaútját Franciaország felé. A király gyorsan reagált, Lombardiába vonult, és 1495. július 5-én szétverte a koalíció sokkal nagyobb seregét a fornovói csatában. Károly és hadserege ezzel hazatérhetett, de a Nápoly védelmére hátrahagyott Gilbert de Monpensier alkirály erősítés híján 1496 februárjában kénytelen volt feladni a területet Aragóniai Ferdinánd támadásaival szemben.

## Nyájas Károly halála
Károly nem akarta megbosszulatlanul hagyni az itáliai kudarcot, ezért újabb hadjárat megindítását tervezte és próbálta megszervezni. Eközben halt meg Amboise-ban egy baleset következtében: 1498. április 7-én olyan erősen bevágta homlokát egy alacsony szemöldökkőbe, hogy meghalt. Mivel Károly minden gyermeke meghalt, legközelebbi rokona, az orléans-i herceg – Károly ükapjának, V. (Bölcs) Károlynak a dédunokája – lépett trónra XII. Lajos néven, aki a bretagne-i örökség ügyében hozott döntések értelmében feleségül vette Bretagne-i Annát.
Nyájas Károly históriáját egy testvérpár, Godefroy és Philippe de Séguront írta meg. A királyt a Saint-Denis-i bazilikában temették el, nemesfémből készült síremléke térdre borulva imádkozva ábrázolta. A francia forradalom során síremlékét elpusztították.

## Házassága, utódai
Károly a 1491. december 6-án Loire-parti langeais-i kastélyban vette feleségül Bretagne-i Annát, II. François bretagne-i herceg és Marguerite de Foix akkor tizennégy esztendős lányát, akit a fentebb vázolt módon kényszerítettek arra, hogy elváljon Habsburg Miksa római királytól. Károly halála után Anna utódja, XII. Lajos felesége lett, és csak 1514-ben halt meg. Nyájas Károlynak és a bretagne-i hercegnőnek hét gyermeke született, de mindegyikük korán meghalt:
- Károly Lóránt (Orlandó) (1492–1495) francia királyi herceg, valamint breton herceg, Franciaország (dauphin) és Bretagne trónörököse
- N. (fiú) (*/† 1493. augusztus)
- N. (leány) (*/† 1494. március)
- N. (gyermek) (*/† 1494)
- Károly (1496. szeptember 8. – 1496. október 2.) francia királyi herceg, valamint breton herceg, Franciaország (dauphin) és Bretagne trónörököse
- Ferenc (1497–1498) francia királyi herceg, valamint breton herceg, Franciaország (dauphin) és Bretagne trónörököse
- Anna (*/† Plessis-lès-Tours, 1498. március 20.) francia királyi hercegnő, valamint breton hercegnő és Bretagne trónörököse.